# Траве (ријека)
Траве је ријека у савезној држави Шлезвиг-Холштајн, Њемачка. Отприлике је дуга 124 km (77 mi), тече од свог извора близу села Гиселраде у Осхолстајну до Травемунде-а, гдје се улива у Балтичко море. Пролази кроз Бад Зегеберг, Бад Олдесло и Либек, гдје је повезан с каналом Елба-Либек. Пловна је за бродове од Балтика до луке у Либеку. Тунел Херен пролази испод Траве, као и бројни мостови преко ријеке. У притоке Траве спадају Вакниц и Степниц.

## Ријечни ток

### Извор и горњи ток
Траве извире у Гиселраде (село у Осхолстајну), одакле се креће према југу кроз Вардесе у Бад Зегебергу, а затим даље јужно до Бад Олдеслоа. Ту се окреће према истоку, јужно од Рајнфелда, пролазећи поред Хамбергеа и Мослинга (округ у Либеку) до Либека.

### У Либеку
Канал Елба-Либек прикључује се на Траве са југа непосредно прије него што ријека стигне до Либека. У средњовјековном Либеку, ријека је трансформисана у складу са потребама бродарства и одбране града, чинећи Стари град једним острвом. Јужно од катедрале у Либеку канал се рачва у неколико праваца, са оригиналним каналом познатим као Градска ријека. Равница града Либека се одваја на запад, а канал Траве се одваја на исток од курса Градске ријеке и тече у некадашњем кориту Вакеница до сјевероисточне стране Старог града. Модерни Вакениц се придружује Каналској ријеци са истока, а три канала се рекомбинују на сјеверном крају острва Старог града.

### Доњи ток
Сјеверно од Либека почињу луке. Између Старог града и острва Тирхоф налази се трговачка лука Либек. Ријечица Швартау улази у ријеку са сјевера. На полуострву између Шватауа и Траве налази се дворац полапских Словена, Љубице. Ријека пролази кроз резерват природе Шнелбрух и тече око Херенинсела. Овде се град Травемунде налази на западној обали. Траве се шири у ушће између Херенинсела и ушћа у заливу Либек. Ријека затим тече између Травемундеа и Привал полуострва у Балтичко море.

### Геополитички значај
У раном средњем вијеку, горњи ток Траве (заједно са Швентинеом) је био део границе Саса и западне границе Вагрије. У Старом граду у Либеку ријека је дио средњовјековних градских утврда. Доњи ток данас формира границу између држава Шлезвиг-Холштајн и Мекленбург-Западна Померанија.

### Геологија
Доњи ток Траве настао је у посљедњем леденом добу, када су глечерски токови исклесали дубоке фјордове у садашњу обалу Балтичког мора. Од краја леденог доба ријека комуницира с морем; њен доњи крај се зове Traveförde (фјорд Траве).

### Рекреација и очување природе
Подручје које окружује ток Траве означено је као очувано "станиште флоре и фауне" Директивом о стаништима Европске уније. Ријека тече кроз низ природних резервата и неразвијених подручја, а њен базен је дом разних ријетких и угрожених животињских врста. Подручје је популарна дестинација за планинарење, бициклизам, вожњу кануом и риболов. Њемачка организација "Пријатељи природе" прогласила је ријеку Траве њемачким ријечним пејзажем године за 2016/17.